# Wahlen 1960
◄◄ | ◄ | 1956 | 1957 | 1958 | 1959 | Wahlen 1960 | 1961 | 1962 | 1963 | 1964 | ► | ►►

Weitere Ereignisse
Folgende Wahlen fanden im Jahr 1960 statt:

## Afrika

### Belgisch-Kongo
- Wahlen in Belgisch-Kongo 1960

### Dahomey
- Präsidentschaftswahlen in Dahomey 1960
- Präsidentschaftswahlen in Dahomey 1960

### Gambia
- Parlamentswahlen in Britisch-Gambia 1960

### Ghana
- Präsidentschaftswahl in Ghana 1960 am 27. April
- Volksentscheid in Ghana 1960

### Belgisch-Kongo / Demokratische Republik Kongo
- Wahlen in Belgisch-Kongo 1960 am 22. Mai 1960

### Britisch-Somaliland
- Parlamentswahl in Britisch-Somaliland 1960

### Südafrika
- Referendum in Südafrika 1960 am 5. Oktober

## Amerika
- Präsidentschaftswahl in den Vereinigten Staaten am 8. November
- Wahl zum Senat der Vereinigten Staaten 1960 am 8. November

## Europa

### Dänemark
- Am 15. November Parlamentswahlen in Dänemark

### Deutschland
- Am 15. Mai die Landtagswahl in Baden-Württemberg 1960
- Am 15. Mai die Kommunalwahlen im Saarland 1960 (Ungültig)
- Am 23. Oktober die Kommunalwahlen in Hessen 1960
- Am 4. Dezember die Landtagswahl im Saarland 1960
- Am 4. Dezember die Kommunalwahlen im Saarland 1960 (Wiederholungswahl)
- die Kommunalwahlen in Rheinland-Pfalz 1960

### Italien
- Landtagswahl in Südtirol 1960

### Österreich
- Am 10. April die Gemeinderatswahl in St. Pölten 1960
- Am 10. April die Landtagswahl im Burgenland 1960
- Am 6. März die Landtagswahl in Kärnten 1960

### Schweden
- Am 18. September die Wahl zum Schwedischen Reichstag 1960